# Salvo Sallemi
Salvatore Sallemi, detto Salvo (Vittoria, 31 gennaio 1977), è un avvocato e politico italiano, dal 13 ottobre 2022 senatore della Repubblica per Fratelli d'Italia.

## Biografia
Dopo la maturità magistrale si laurea in Giurisprudenza nel 2006 presso l'Università degli Studi di Urbino "Carlo Bo", esercita la professione di avvocato del foro di Ragusa.
Sposato, ha due figli.

## Attività politica
Inizia la propria attività politica iscrivendosi nel 1992 al Fronte della Gioventù, l'organizzazione giovanile del Movimento Sociale Italiano (MSI), che, con la svolta di Fiuggi di Gianfranco Fini nel 1995 da MSI ad Alleanza Nazionale (AN), confluisce in Azione Giovani, la nuova organizzazione giovanile di AN.
Nel 2009 aderisce alla confluenza di Alleanza Nazionale nel Popolo delle libertà.
Nel 2013 aderisce a Fratelli d'Italia, di cui ricopre gli incarichi di coordinatore comunale di Vittoria (RG) dal 2014 al 2017 e coordinatore provinciale di Ragusa dal 2017 al 2024.
Alle elezioni comunali del 2016 viene eletto consigliere comunale di Vittoria per la lista civica di centrodestra "Se la Ami la Cambi" con 488 preferenze, dove presiede la commissione consiliare Affari Generali e Decentramento e ricoprendo la carica di capogruppo in consiglio comunale.
Nel 2021 viene nominato vice-coordinatore regionale di Fratelli d'Italia in Sicilia, carica che ricoprirà sino al marzo 2025.
Alle elezioni comunali del 2021 è candidato a sindaco di Vittoria per la coalizione di centro destra, ottenendo il 29,5% al primo turno e accedendo al ballottaggio contro lo sfidante di centrosinistra Francesco Aiello (39,1%), che tuttavia lo sconfigge al ballottaggio con il 56% dei voti contro il 44% di Sallemi, che viene rieletto consigliere comunale, dimettendosi poi dopo l'elezione al Senato.
Alle elezioni politiche del 2022 è candidato al Senato della Repubblica nel collegio uninominale Sicilia - 05 (Siracusa) per la coalizione di centrodestra (in quota Fratelli d'Italia), ottenendo il 36,31% e venendo eletto davanti a Giuseppe Pisani del Movimento 5 Stelle (29,15%) e a Paolo Amenta del centrosinistra (17,99%). Nella XIX legislatura è componente della 2ª Commissione Giustizia, della Giunta delle elezioni e delle immunità parlamentari, del Comitato parlamentare per i procedimenti di accusa e della Commissione parlamentare antimafia, oltreché membro supplente del Consiglio di garanzia e vice-capogruppo del gruppo parlamentare di Fratelli d'Italia a Palazzo Madama.
Nel gennaio 2024 viene nominato coordinatore del terzo comitato antimafia che si occupa di infiltrazioni mafiose nelle istituzioni territoriali e negli enti locali.
Nel luglio 2024 viene nominato componete della Commissione parlamentare di inchiesta sui fatti accaduti presso la comunità “Il Forteto”.